# Aristida
Aristida es un género de plantas herbáceas perteneciente a la familia de las poáceas.
Comprende 747 especies descritas y de estas, solo 298 aceptadas.

## Descripción
Son plantas anuales o generalmente perennes, cespitosas, raramente rizomatosas; tallos cilíndricos o comprimidos, generalmente sólidos; plantas hermafroditas. Lígula una membrana diminuta, ciliolada; láminas lineares, aplanadas a plegadas o convolutas. Inflorescencia una panícula, solitaria, terminal, abierta a espiciforme; espiguillas solitarias, más o menos teretes, pediceladas, con 1 flósculo bisexual; desarticulación arriba de las glumas; glumas frecuentemente casi tan largas como la lema, iguales o desiguales, membranáceas, angostas, acuminadas, carinadas, 1–3 (–5)-nervias, enteras o emarginadas, múticas o cortamente aristadas, la inferior generalmente desarticulándose mucho más temprano que la superior; lema terete, convoluta o involuta, 3-nervia, rígida, a veces terminando en una columna angosta, recta o torcida, articulada o no, los márgenes traslapados a la pálea; aristas generalmente 3, terminales, generalmente glabras, la central tan larga como a más larga que las laterales, raramente las 2 laterales rudimentarias o ausentes; pálea pequeña, mucho más corta que la lema, hialina o membranácea; callo generalmente piloso, obtuso o acuminado, raramente 2-fido; lodículas 2; estambres 1 o 3; estilos 2. Fruto una cariopsis, sulcada o no sulcada; hilo linear; embrión 1/3–1/2 la longitud de la cariopsis.

## Taxonomía
El género fue descrito por Carlos Linneo y publicado en Species Plantarum 1: 82. 1753. La especie tipo es: Aristida adscensionis L.
Etimología
El nombre del género proviene del latín Arista o del griego Aristos (cerdas, o aristas del maíz). 
Citología
El número cromosómico básico del género es x = 11 y 12, con números cromosómicos somáticos de 2n = 22, 24, 36, 44, 48 y 66, ya que hay especies diploides y una serie poliploide. Cromosomas relativamente «pequeños». Nucléolos persistentes.

## Especies seleccionadas
| - Aristida adscensionis L. - Aristida aequiramea Scheele - Aristida appressa Vasey - Aristida arizonica Vasey - Aristida aspera Swallen - Aristida basiramea Engelm. - Aristida brittonorum Hitchc. - Aristida californica Thurb. - Aristida chapadensis Trin. - Aristida chapmaniana Nash - Aristida chaseae - Aristida condensata Chapm. - Aristida culionensis Pilg. - Aristida curtifolia Hitchc. - Aristida desmantha Trin. & Rupr. - Aristida dichotoma Michx. - Aristida dissita I.M.Johnst. - Aristida divaricata - Aristida ecuadoriensis Henrard - Aristida ekmaniana Henrard - Aristida enodis Hack. - Aristida erecta Hitchc. - Aristida fasciculata Torr. - Aristida flabellata Caro - Aristida geyeriana Steud. - Aristida hamulosa Henrard - Aristida hassleri Hack. - Aristida havardii Vasey - Aristida hintonii Hitchc. - Aristida humboldtiana Trin. & Rupr. - Aristida hypomegas Mez - Aristida implexa Trin. - Aristida laevigata Ekman | - Aristida lanuginosa Hitchc. - Aristida lemmoni Scribn. - Aristida longiseta Steud. - Aristida macrantha Hack. - Aristida manzanilloana Vasey - Aristida mexicana Henrard - Aristida mohrii Nash - Aristida multiramea Hack. - Aristida neglecta Leon - Aristida oligantha Michx. - Aristida orcuttiana Vasey - Aristida orizabensis E.Fourn. - Aristida pallens Cav. - Aristida patula Nash - Aristida peninsularis Hitchc. - Aristida pradana Leon - Aristida purpurascens Poir. - Aristida purpurea Nutt. - Aristida ramosissima Engelm. - Aristida reflexa Griseb. - Aristida reverchoni Vasey - Aristida riedeliana Rupr. - Aristida rosei Hitchc. - Aristida schiedeana Trin. - Aristida schimperi Hochst. & Steud. - Aristida simplicifolia Chapm. - Aristida stricta Michx. - Aristida tenuifolia Hitchc. - Aristida vaginata Hitchc. - Aristida virgata Trin. - Aristida wrightii Nash |